# مدیر فروشگاه
مدیر فروشگاه (به انگلیسی : Store manager ) ،شخصی است که مسئول عملیات و اداره امور روزانه یک فروشگاه خرده فروشی است. همه کارکنان شاغل در فروشگاه به مدیر فروشگاه گزارش می دهند. مدیر فروشگاه نیز به یک مدیر منطقه یا مدیر کل گزارش می دهد.

## نقش ها و مسئولیت ها

### وظایف مدیر فروشگاه عبارتند از:
- مدیریت کلی کارکنان و امور مربوطه
- استخدام، مدیریت عملکرد و برنامه ریزی محل کار
- مدیریت محصولات، از جمله سفارش، دریافت، تغییرات قیمت، رسیدگی به محصولات آسیب دیده، و بازگشت
- توسعه تیم، تسهیل آموزش کارکنان، و توسعه
- حل مسئله، رسیدگی به شرایط غیرعادی
- برای درک اصول خدمات مشتری
- برای رسیدگی به مشکلات و سوالات مشتریان
- کاربردهای پایه ای رایانه در مدیریت فروشگاه ها و کنترل مواد

## فروش
یک مدیر فروشگاه باید بسته به گردش مالی شرکت ، اهداف فروش ماهانه، سه ماهه یا سالانه را برآورده کند. این شامل تعیین اهداف فروش فردی (سهمیه)، برگزاری مسابقات برای کارمندان، یا ارائه تبلیغات فروش است. مدیر همچنین ممکن است راه هایی را بیابد که کارمندان را برای رسیدن به اهداف کارآمد تر کند. 
بنابراین، مدیر فروشگاه ممکن است مجبور شود هزینه های حقوق و دستمزد را با کاهش ساعات کار کارکنان، یا در غیر این صورت کاهش هزینه های عملیاتی کاهش دهد. یک مدیر فروشگاه باید تیم خود را برای دستیابی به هدف تعیین شده برای فروشگاه تشویق کند. یک مدیر فروشگاه باید برای زیردستان خود الگو قرار دهد تا از آنها پیروی کنند.

## ایمنی و امنیت
مدیر فروشگاه، دارنده کلید اصلی فروشگاه است و ممکن است در صورت بروز شرایط اضطراری، قبل، در طول یا بعد از ساعات کاری به فروشگاه فراخوانی شود. آنها همچنین مسئول ایمنی کلیه مشتریان و کارکنان در محل فروشگاه هستند. مدیران فروشگاه‌ها ممکن است ملزم به برگزاری جلسات ایمنی شوند، به‌ویژه همانطور که رویه‌های اتحادیه دیکته می‌کند در مواردی که کارکنان فروشگاه به یک اتحادیه تعلق دارند

## تقسیم مسئولیت
یک مدیر فروشگاه ممکن است چندین دستیار داشته باشد.این کارمندان ممکن است جانشین ها، معاونان، مدیران بخش، سرپرستان وغیره نامیده شوند. مدیر فروشگاه مسئولیت کلی برای تمام فعالیت های روزانه فروشگاه را بر عهده دارد. مدیریت و کنترل کارکنان و برنامه ریزی از نکات ضروری مدیر فروشگاه است.